# Mulay Muhammad IV
Mulay Muhammed IV ibn Abderrahman (àrab: محمد الرابع بن عبد الرحمان, Muḥammad ar-Rābiʿ b. ʿAbd ar-Raḥmān) (Fes, 1810-1873), fou sultà del Marroc de la dinastia alauita del 1859 al 1873. Era fill de Mulay Abd al-Rahman ben Hisham, al que va succeir.
El seu pare el va nomenar virrei (khalifa) de Marràqueix i en aquesta qualitat va dirigir les tropes que van enfrontar als francesos del general Bugeaud a la batalla de l'Isly a la frontera amb Algèria el 14 d'agost de 1844, on els marroquins foren derrotats completament i van haver de retirar la seva protecció a l'emir Abd el-Kader, i Mulay Muhammad el va declarar fora de la llei. Des de llavors l'emir no va trobar cap ajut i finalment es va haver de rendir al duc d'Aumale el 23 de desembre de 1847.
En els anys següents va haver de lluitar contra les tribus de l'Atles, que no paraven d'amenaçar Marràqueix; també va rebre a molts visitants estrangers. El 28 d'agost de 1859 va pujar al tron però va continuar residint a Marràqueix; va anar a Meknès i altres ciutats del nord a fer-se reconèixer i després va tornar al sud; quan va tornar les tribus amazigues bloquejaven la ciutat i només precàriament va poder restablir l'orde.
Llavors es va trobar amb el problema amb Espanya; els espanyols, bloquejats a Ceuta, van iniciar una guerra colonial en la qual els voluntaris catalans i Joan Prim i Prats es van cobrir de glòria i després de les batalles de Castillejos i Wad-Ras i l'ocupació de Tetuan (5 de febrer de 8160), el dia 26 de març de 1860, es va signar a Tetuan la treva origen de l'anomenat tractat de Wad-Ras o de Tetuan del 26 d'abril, que posava fi a la guerra (fou ratificat el 26 de maig), sense satisfer a ningú, ja que els espanyols pensaven que la cessió de petits territoris entorn de Ceuta i Melilla era poc per la victòria obtinguda, i els marroquins que havien de pagar una indemnització desproporcionada a la seva capacitat econòmica (20 milions de duros equivalents a 600.00 euros que quedaven garantits amb la possessió de Tetuan fins al complet pagament). El tractat de comerç que es va signar no va beneficiar a Espanya sinó a societats d'altres països principalment Gran Bretanya i França. La cessió de Santa Cruz de la Mar Pequeña, fixada al tractat, no va anar seguida d'una ocupació (que no es va produir fins a 1934) i només va ser font de futurs problemes. La indemnització fou renegociada i el tractat es va signar finalment 14 d'octubre de 1861 i ratificat el 2 de desembre de 1861, i el 2 de maig de 1862 els espanyols van evacuar Tetuan. El tractat de comerç previst pel tractat es va signar el 20 de novembre de 1861. Vegeu: Guerra d'Àfrica.
Decidit a activar el comerç amb les potències europees tal com havia iniciat el seu pare (amb Gran Bretanya el desembre de 1856 i amb Països Baixos el 18 de maig de 1858) va signar diversos tractats, i a part del signat amb Espanya, va signar tractats amb Bèlgica (4 de gener de 1862) i amb França (convenció Béclard de 19 d'agost de 1863), i a aquest darrer es van adherir Estats Units, Gran Bretanya, Suècia i Bèlgica. També va pensar a establir empreses marroquines per trencar el monopoli que les empreses occidentals exercien al país, i va ampliar els ports de Safi i Mogador, i feu construir un far a cap Espartel l'administració del qual fou pactada amb les potències el 31 de maig de 1865. Va fer ampliar el cultiu de cotó i de canya de sucre, va crear una fàbrica de paper a Mogador, i un molí de vapor a Tànger, i una impremta a Fes. Per reorganitzar l'exèrcit va enviar agents a Europa i va comprar algun material militar, fent desenvolupar una fàbrica de cartutxos a Marràqueix. Les relacions amb França (veïna per Algèria) foren bones tot i el litigi sobre Tuwat o Touat; alguns francesos es van instal·lar al país. Muhammad va fer exterminar als Rahamma considerats els principals inductors dels atacs tribals a la zona de Marràqueix, i això va fer augmentar finalment la seguretat de manera considerable a la regió de la capital.
El febrer-març del 1866 va patir una greu malaltia de la que quasi va morir, sent salvat pel seu metge Adarrak. Els drets de duana era gairebé els únics ingressos de l'estat i les dificultats financeres van créixer quan es van produir catàstrofes naturals que van portar fam i epidèmies. La crisi econòmica del 1867-1868 va obligar a una reforma monetària i a renunciar a molts dels projectes de reforma. La cultura no progressava i es van haver d'enviar estudiants a Egipte per rebre matèries que no es donaven al país (on la universitat d'al-Karawiyyin s'ocupava principalment de matèries religioses). El sultà va encarregar a Akansus escriure una història de la dinastia i així va néixer l'al-Djaysh al-aramram que va fins a la meitat del seu regnat (23 de desembre del 1866).
Va morir ofegat l'11 de setembre de 1873 en el curs d'una partida de canoes a la conca de l'Agdal a Marràqueix. Fou enterrat al mausoleu de Mulay Ali al-Sharif. El va succeir el seu fill Mulay Hasan (Hasan I)